# 吕国增
吕国增（1951年8月—2015年3月31日），河北人，中华人民共和国外交部副部长。

## 生平
1976年，吕国增进入外交部，历任外交部非洲司科员、三秘、副处长、处长，以及中國駐幾內亞大使館职员等职。1988年，奔赴毛里求斯，任中国驻毛里求斯共和国大使馆参赞。1992年，历任外交部非洲司参赞、副司长、司长等职位。1997年，担任中华人民共和国驻突尼斯共和国大使，兼中华人民共和国驻巴勒斯坦国特命全权大使，参与当时的巴勒斯坦问题调停。2000年，吕国增回国后，担任中国外交部西亚北非司司长、外交部部长助理等职。2006年，升任中华人民共和国外交部副部长。